# لامبدا
لامبدا (بزرگ: Λ، کوچک: λ;، لاندا یا لامبدا) یازدهمین حرف الفبای یونانی است. در دستگاه شمارش یونانی مقدار ۳۰ را دارد. حرف همسنگ آن در زبان انگلیسی L و در زبان سیریلیک ال (Л, л) است.

## نماد

### در حالت بزرگ
- ذره لاندا در ذرات بنیادی.
- در کیهان‌شناسی، نماد ثابت کیهان‌شناسی است.

### در حالت کوچک
- طول جغرافیایی در دستگاه مختصات جغرافیایی شرقی - غربی.
- پیشوندی برای بیان یک میکرو لیتر حجم.
- در علم طول موج.
- در فیزیک به عنوان چگالی بار.
- نماد نیمه عمر مواد پرتوزا
  - نماد دارای حق تکثیر بازی نیمه جان ساخت شرکت والو.
- یک راکت ژاپنی با نام لاندا
- در انتقال گرما، گرمای لازم برای تبخیر یک مول آب.[۱]

لامبدا، اولین بار در سال ۱۹۷۰ به عنوان نمادی از حقوق همجنسگرایان استفاده شد.